# VAST
VAST (también conocidos como "Visual Audio Sensory Theater") es una banda de rock alternativo conformada por el cantante y compositor Jon Crosby.
La banda se encuentra actualmente con la casa discográfica 2blossoms Records un sello discográfico independiente creado por el propio Jon Crosby.
Durante el constante cambio de miembros de la banda, Crosby es reconocido como el hombre detrás de VAST, y controla directamente la dirección de la banda. VAST está claramente identificado como un entorno electro rock con influencias industriales, por lo general juega con una guitarra tradicional Crosby, instrumentos electrónicos y sintetizadores y un sonido fuerte desde abajo. 
Los escenarios del grupo se caracterican con grandes monitores utilizados y elaborados efectos visuales para complementar las actuaciones en directo de sus canciones.
El vocalista Crosby dijo una vez como frase: "La música de VAST tiene la intención de jugar duro, y al mismo tiempo, proporcionar a todos los efectos visuales espectaculares". 
VAST después de abandonar su antiguo sello Elektra Records para crear 2Blossoms Records, la banda se hizo conocido por su papel en lugares pequeños, obteniendo calificaciones más bajas y menores ventas. Sin embargo, la banda logró mantener un número considerable de seguidores y una creciente popularidad en la escena underground con un perfil diferente de Elektra Records, fue el cuidado más con la música y la interacción con el público, que la interacción entre la música y los efectos visuales.

## Historia
El hombre clave de la banda. Jon Crosby fue expuesto a una mezcla ecléctica de música alternativa, la conciencia global, la cultura de los cafés, y el Internet. Fue en este ambiente que empezó a experimentar la mezcla de la música electrónica, el mundo, el metal clásico, y sonidos pop para crear un sonido que los críticos de música le resultó imposible de clasificar.
Jon Crosby dijo: "Me sentí cuando comencé yo quería explorar nuevos caminos",. "Me di cuenta de que cada género llegó de alguna parte". "A veces es sólo una cuestión de mezclar diferentes estilos y, a veces es un error". "De todas formas, es emocionante", "A través de una serie de demostraciones y espectáculos".
Firmando VAST con Elektra Records y en 1998 lanzó su primer álbum homónimo, que se convirtió en un clásico de culto. Sin embargo, el lanzamiento de su segundo disco, mientras que la ampliación del número de fanes de VAST, no fue un gran éxito de crítica y público por las normas de registro. 
Crosby dijo otra de sus frases celebre: "Me encanta ese CD, pero he encontrado lo largo de los años que usted tiene éxitos y fracasos". Creo que el álbum debería haber sido indulgente en un camino equivocado. "Quedó claro en este punto que, cuando el futuro de VAST llegó, Crosby y Elektra dieron opiniones distintas acerca de las críticas y comentarios del público".
Crosby dejó Los Ángeles para buscar consuelo en el suroeste de los Estados Unidos por un año de reflexión comento: "Me contrataron a los 20 años, e incluso antes de eso, trabajó durante años con la música por sí solas", "En ese momento yo tenía 26 años de edad y entre grabando y de gira, tuve la oportunidad de vivir la vida". 
Su breve estancia en Nuevo México recientemente, produjo una serie de descargas en línea de sus álbumes titulados "Turquoise & Crimson". 
Este movimiento marcó un método único de liberación de la música directamente a los fanes, haciendo caso omiso de la venta física de sus álbumes y otras fuentes de ventas. El gran paso fue vender sólo a los grupos empresariales de las canciones, en lugar de una canción por cada descarga. Crsby dijo: "Yo no quiero que la gente escucha una canción", "Yo quería escuchar a dónde iba." Las canciones seleccionadas del álbum Turqoise & Crimson fueron compilados más tarde y lanzado en el 2004 por 456 Entertainment.
"Hubo muchos problemas relacionados con ellos en todos los niveles. Sentí que cometió un gran error no creer en nosotros mismos lo suficiente como para hacerlo por sí mismos. " Esta experiencia nació la etiqueta misma de Crosby 2blossoms. El álbum fue lanzado en las tiendas en mayo de 2006. 
Crosby dijo más palabras acerca de la disquera propia de él: "El cuidado de un sello discográfico es una experiencia totalmente diferente. Pero es la única manera de estar seguro de que mi visión está intacta y que puede satisfacer las más altas expectativas de nuestros fans. Los días de la roca justo pedante, estrella, más que nunca, hacer cosas nuevas es importante, y si usted no puede tomar conciencia de lo que está sucediendo, a volver. " En el futuro también significa la adición de nuevos miembros. 
Michaesl Austimoore (bajo) de San Diego, se unió a la banda antes de la gira de 2004, y Ben Fenton (guitarra), nacido en Austin, se unió a VAST a principios de 2006.
En respuesta a la abrumadora demanda de los fanes, VAST lanzó en el mes de abril, un proyecto acústico que muestra las habilidades de Crosby para escribir canciones. 
La versión final se produjo en abril de 2007. Crosby dijo: "Me sentí la primera vez que encontré mi lugar y mi voz", "Me sentí como la gente por fin empezaba a entender. Yo era el ganador. Creo que el futuro emocionante, y usted no puede esperar. Pero yo soy más entusiasmados con el aquí y ahora. Ahora está donde está". 
VAST en aquel entonces estuvo de gira por la venta de entradas para los conciertos directamente a los fanes a través de su sitio oficial, demostrando una vez más que están liderando un nuevo movimiento de músicos que están lidiando con sus negocios y su arte con sus propias manos.
Aunque los críticos comparan con el vasto número de bandas con éxito comercial durante los años, el estilo de composición y producción única Crosby es evidente que aún no coincide con el atractivo comercial. Crosby dijo: "Cuando la gente escucha nuestro primer disco por primera vez piensan que se registró hace poco", "Se grabó en 1998! Yo estoy orgulloso de ello, y creo que esto demuestra que hay una luz al final del túnel cuando usted se centra más en hacer crecer artísticamente y menos para crecer económicamente. ¿La gente realmente se dan cuenta del esfuerzo de alguien para hacer algo especial".
VAST se encuentra actualmente de gira por los EE.UU. y el Reino Unido y alrededor del mundo. y saco en el 2014 una compilación titulado "Making Evening and Night" por el mismo sello del vocalista de VAST Jon Crosby.

### Primeros años
Jon Crosby se indujo en la música a los 13 años, cuando aprendió a tocar la guitarra y se consideró prometedor para el futuro en una revista norteamericana llamada «Guitar Player». 
También grabó algunas canciones de demostración en casa con nada más que una guitarra y una caja de ritmos, y a veces acompañado por el bajo
Crosby ha unido a un proyecto de metralla, que se inició como guitarrista, pero pronto se dio por vencido y se fue a seguir su manera. 
Crosby dejó los estudios en el segundo grado en la escuela para estudiar en casa y empezar su propio proyecto para hacer su grupo musical. 
Una historia al igual que el rock alternativo de la banda de rock industrial: Nine Inch Nails, Crosby fue el único miembro del grupo, pero tiene otros músicos para que pudieran obtener una gira y tocar en vivo.
Después de enviar numerosas cintas de demostración para las estaciones de radio en Texas, la banda comenzó a recibir una atención considerable, sobre todo después de que Crosby envió un demo a la disquera Elektra Records, quien finalmente firmó un contrato discográfico. 
En poco tiempo, la banda lanzó una muestra de demo, que tenía los primeros cuatro sencillos del primer disco que lanzará bajo el nombre de «Visual Audio Sensory Theater». La música del demo fue escuchada en la radio local antes de recibir la atención del público en general, y como canción promocional para comerciales de televisión y radio.

### Elektra Records
Crosby lanzó el 28 de abril de 1998 su primer álbum titulado Visual Audio Sensory Theahter, que fue fuertemente promovida por Elektra como una revolución musical del rock debido a la utilización de varios coros, (como los monjes benedictinos de la Abadía de San-Maur y Les Voix Des Bulgares Mystere), una orquesta de 17 piezas, riffs de guitarra, sonidos de la música y la electrónica, así como sonidos nunca antes escuchados en el rock. 
La popularidad de la banda explotó por lo que su segundo sencillo llamado "Touched" se convirtió en un éxito, y fue muy difundido en la televisión a través de series de televisión (que fue parte de las bandas sonoras de muchas series televisivas), y se utiliza también en el tráiler de la película "The Beach". 
La música siguió siendo en aquiel entonces un favorito de los aficionados y es muy internacional y jugó un papel en la radio usada en anuncios de televisión hoy en día. 
Después de que el disco de VAST alcanzó el éxito, la banda entró en una extensa gira de innumerables bandas, lo que hizo ganar a los fanes de VAST y muchos seguidores de culto. 
Después de terminar la gira, Elektra y Jon Crosby hicieron algo para producir un álbum más accesible para el mercado, pero al mismo tiempo, mantener el sonido característico de VAST. Esta presión ha dejado a Crosby preocupado, pero estuvo de acuerdo con la etiqueta, de volver al estudio donde creó su versión más comercial, y también el más exitoso. El proceso de producción del álbum fue muy tumultuosa, Crosby luchando constantemente con los ejecutivos de la etiqueta de la dirección de la música y la banda del guitarrista Rowan Robertson querer dejar la banda para comenzar una carrera en solitario. Al final del proceso de grabación del álbum, Robertson dejó la banda, y Jon Crosby, lanzado las canciones más emocionales que VAST podría lanzar el disco. Como era de esperar, la música para la gente tuvo un gran impacto en la escena musical en los EE.UU., publicado por MTV con su video musical, y llegó a los Billboard Hot 100, alcanzando la posición 42 ª en la lista, y conseguir así como el número 2 en la lista Modern Rock Tracks. 
Este éxito comercial hizo la fama de VAST y Jon Crosby estaba contento con el éxito de la banda y la dirección de la banda tomó parte por la presión de Elektra. 
Luego, en 2002, después de una larga gira y la búsqueda espiritual, Crosby fue al suroeste de los Estados Unidos eparando así a VAST de Elektra.

### Los álbumes Turquoise & Crimson
En 2004, Crosby grabó canciones nuevas, formando así un álbum llamado "[urquoise" y otro llamado "Crimson", ambos editados sólo para su descarga en la página web de la banda. 
Esto les garantiza un contrato con 456 Entertainment, que estabas interesados en el proyecto de Jon, por lo que unirse a él las mejores canciones de estos dos CD es para formar una sola, llamada "Nude". 
Debido a la relativa oscuridad del expediente y el extraño método de liberación de la unidad del álbum, la banda finalmente regresó a la mediada de metro, así como Jon quería expresarlo en los álbumes. 
A partir de ese momento, Crosby se dio cuenta de que era lo que quería y no lo que quería de Elektra. Aunque menor que el de 456 Entertainment también fue difícil de manejar. debido a los problemas del mismo se llegó a un acuerdo sobre las canciones. 
Crosby comento: "Me siento como si cometió un error al no creer que podemos hacer por nosotros mismos, sin depender de ningún sello discográfico."
"Nude" no fue bien recibida por los críticos, por otra parte, fue un fracaso comercial, pero para los que acompañaron a VAST desde su creación, "Nude" fue la mejor versión después de su álbum debut "Visual Audio Sensory Theater. 
Después de la catástrofe con 456 Entertainment, Crosby comenzó su propio sello, 2Blossoms & Media.

### 2blossoms Records
Después de una breve visita del álbum anterior "Nude", la banda lanzó su primer álbum con 2blossoms & Media llamado "A Complete Demonstration", que era una compilación de varias canciones que iban a ser preseleccionadas para la grabación de VAST. 
El álbum se vende en edición limitada y se agotó rápidamente debido a la demanda popular. Pero en 2006 la banda lanzó el álbum de Turquoise & Crimson, un doble CD de las canciones nuevamente editadas en línea del 2004. La demanda popular fue alta, así como un disco independiente. El álbum recibió elogios de la crítica y los fanes, pero no han recibido la atención suficiente para poner la parte de atrás de banda en las listas. Más tarde, en 2006, lanzó VAST en directo una compilación llamada Live at CBGB con 2blossoms.
Después de múltiples giras, VAST volvió al estudio y grabó su disco acústico en abril de 2006. El método de puesta del mes de abril fue una vez más poco ortodoxo. Originalmente, Crosby lanzó una versión en línea de este álbum en acústico con diez canciones, con la intención de que esto sea la versión final del álbum. pero Crosby no estaba contento con la versión grabada, entonces grabaron cuatro canciones nuevas y una lista de pistas completamente nuevas. 
La portada del CD fue realizada por un concurso realizado por los fanes, donde uno tendría su dibujo en el arte de tapa del CD, que se vende en las tiendas. El álbum no fue tan bien recibido por los críticos y los fanes, pero modestamente aceptado como un buen álbum. pero la realizaciond e este concurso fue para atraer a nuevos fanes y es una de las obras favoritas de Crosby y de la banda.
Según Jon fue la obra que finalmente fue encontrado su voz, como había dicho en una entrevista después de la publicación del mes de abril
Se espera en 2008 un documental y compilación de CD/DVD titulado "The Realism Romantic Locked". La liberación que se espera del álbum fue sacado finalamente a mediados de 2008 con el regreso del electro rock que existían en las obras antiguas. El documental, que será lanzado junto con el álbum, se dirigió a la dificultad de lograr una exitosa banda independiente en la escena musical.

## Discografía

### Álbumes de estudio
- 1998: "Visual Audio Sensory Theather" - Elektra
- 2000: "Music for People" - Elektra
- 2004: "Nude" - 456 Entertainment
- 2005: "A Complete Demonstration" - 2Blossoms
- 2006: "Turquoise & Crimson" - 2Blossoms
- 2007: "April" - 2Blossoms
- 2008: "Closed Romantic Realism" - 2Blossoms
- 2009: "Me And You" - 2blossoms

### Compilaciones
- 2004: "Live in Seattle: Acoustic at Tower Records" - Online-relacionado
- 2006: "April (Versión Online)"- 2Blossoms
- 2006: "Live at CBGB's" 2Blossoms
- 2007: "Seattle 2007"- 2Blossoms
- 2008: "Chicago 2008"- 2Blossoms
- 2011: "Live in NYC"- 2blossoms
- 2014: "Making Evening and Night" - 2Blossoms